# 圣尼古拉-迪博斯克
圣尼古拉-迪博斯克（法語：Saint-Nicolas-du-Bosc）是法国厄尔省的一个旧市镇，位于该省北部偏西，属于埃夫勒区。该市镇总面积9.24平方公里，2009年时的人口为271人。
圣尼古拉-迪博斯克已于2016年1月1日和相邻的勒格罗泰伊合并为新市镇"勒博斯克迪泰伊"（法語：Le Bosc du Theil）。

## 人口
圣尼古拉-迪博斯克人口变化图示